# Dancing on Ice
Dancing on Ice ist eine Fernsehshow, bei der bekannte Persönlichkeiten eiskunstlaufen. Das Format wurde von Granada Productions (heute: ITV Studios) für den britischen Fernsehsender ITV entwickelt und im Februar 2006 ausgestrahlt.
Die deutsche Ausgabe unter demselben Titel wurde erstmals im Oktober 2006 ausgestrahlt.
Ein ähnliches Prinzip hat die amerikanische Sendung Skating with Celebrities, deren deutsche Version Stars auf Eis genannt wurde.

## Konzept
In der Show treten mehrere Persönlichkeiten (8 bis 12 Teilnehmer) mit jeweils einem Tanzpartner, professionelle oder erfolgreiche Eiskunstläufer und -läuferinnen, gegeneinander in Eistänzen an.
In jeder Folge führen die Prominenten und ihre Partner live einen Eistanz auf. Die Juroren beurteilen jede Leistung und geben je nach Leistung Punkte. Zuschauervotings werden ebenfalls miteingebunden. Jury- und Zuschauerwertung werden addiert, das Paar mit den wenigsten Punkten in der jeweiligen Folge scheidet aus.

## Internationale Versionen
Aktuell wird die Show nur im Vereinigten Königreich und in Deutschland produziert und ausgestrahlt.
| Land                   | Titel | Sender                                   | Jahre (Staffeln)                    | Moderation |
| ---------------------- | --- | ---------------------------------------- | ----------------------------------- | --- |
| Argentinien            | Patinando por un Sueño | Canal 13                                 | 2007–2008 (2 Staffeln)              | Marcelo Tinelli |
| Australien             | Torvill and Dean’s Dancing on Ice | Nine Network                             | 2006 (1 Staffel)                    | Jamie Durie Sami Lukis |
| Deutschland            | Dancing on Ice | RTL (1) Sat.1 (2–3)                      | 2006, 2019 (3 Staffeln)             | Wayne Carpendale (1) Mirjam Weichselbraun (1) Daniel Boschmann (2–3) Marlene Lufen (2–3)                                                                              |
| Deutschland            | Stars auf Eis – von und mit Katarina Witt | ProSieben                                | 2006–2008 (2 Staffeln)              | Katarina Witt Stefan Gödde (1) Oliver Petszokat (2) |
| Finnland               | Dancing on Ice | Nelonen                                  | 2013 (1 Staffel)                    | Marja Hintikka Lorenz Backman |
| Griechenland           | Dancing on Ice | ANT1                                     | 2011 (1 Staffel)                    | Jenny Balatsinou |
| Italien                | Notti sul ghiaccio | Rai 1                                    | 2006–2007, 2015 (3 Staffeln)        | Milly Carlucci Stefano Masciarelli (1) |
| Niederlande Belgien    | Dancing on Ice | RTL 4 VTM                                | 2006–2007 (2 Staffeln)              | Martijn Krabbé Francesca Vanthielen |
| Norwegen               | Isdans | TV2                                      | 2007 (1 Staffel)                    | Katrine Moholt Tommy Steine |
| Polen                  | Gwiazdy tańczą na lodzie | TVP2                                     | 2007–2008 (3 Staffeln)              | Maciej Kurzajewski Tatiana Okupnik (2) Justyna Steczkowska (3) |
| Russland Ukraine (4)   | Танцы на льду Dantsy na 'ldu (1) Звёзды на льду Zvyozdy na 'ldu (2) Ледниковый период Lednikovniy period (3–5; 7–9) Лёд и пламень Lyod i plamen (6) | Rossija 1 (1) Perwy kanal (2–9) ICTV (4) | 2006–2016 (9 Staffeln)              | Evgeny Plushenko (2) Ingeborga Dapkunaite (3) Marat Basharov (3–4; 6) Anastasia Zavorotnyuk (4–6) Irina Sluzkaja (2–3; 5; 7–8) Alexey Yagudin (7–9) Alla Mikheeva (9) |
| Schweden               | Stjärnor på is | TV4                                      | 2008 (1 Staffel)                    | Carolina Gynning Carina Berg |
| Slowakei               | Hviezdy na ľade | TV JOJ                                   | 2006 (1 Staffel)                    | Matej Cifra Michaela Majerníková |
| Spanien                | Desafío Bajo Cero | Telecinco                                | 2006 (1 Staffel)                    | Manel Fuentes José Luis Uribarri |
| Türkei                 | Buzda Dans | Show TV                                  | 2007 (2 Staffeln)                   | Behzat Uygur Gamze Özçelik |
| Ungarn                 | Sztárok a jégen | TV2                                      | 2007 (1 Staffel)                    | Attila Till Nóra Szekeres |
| Vereinigtes Königreich | Dancing on Ice | ITV                                      | 2006–2014, seit 2018 (11+ Staffeln) | Philip Schofield Holly Willoughby (1–6; 10–) Christine Bleakley (7–9) Jordan Banjo (10)                                                                               |
| Vereinigten Staaten    | Skating with Celebrities | Fox                                      | 2006 (1 Staffel)                    | Summer Sanders Scott Hamilton |